# 亞納哈克山
10°01′15″S 77°01′33″W / 10.02083°S 77.02583°W
亞納哈克山（Yana Jaqhi），是秘魯的山峰，位於該國北部安卡什大區，由博洛涅西省的瓦斯塔區負責管轄，屬於瓦良卡山脈的一部分，海拔高度4,600米。